# 條件式存取模組

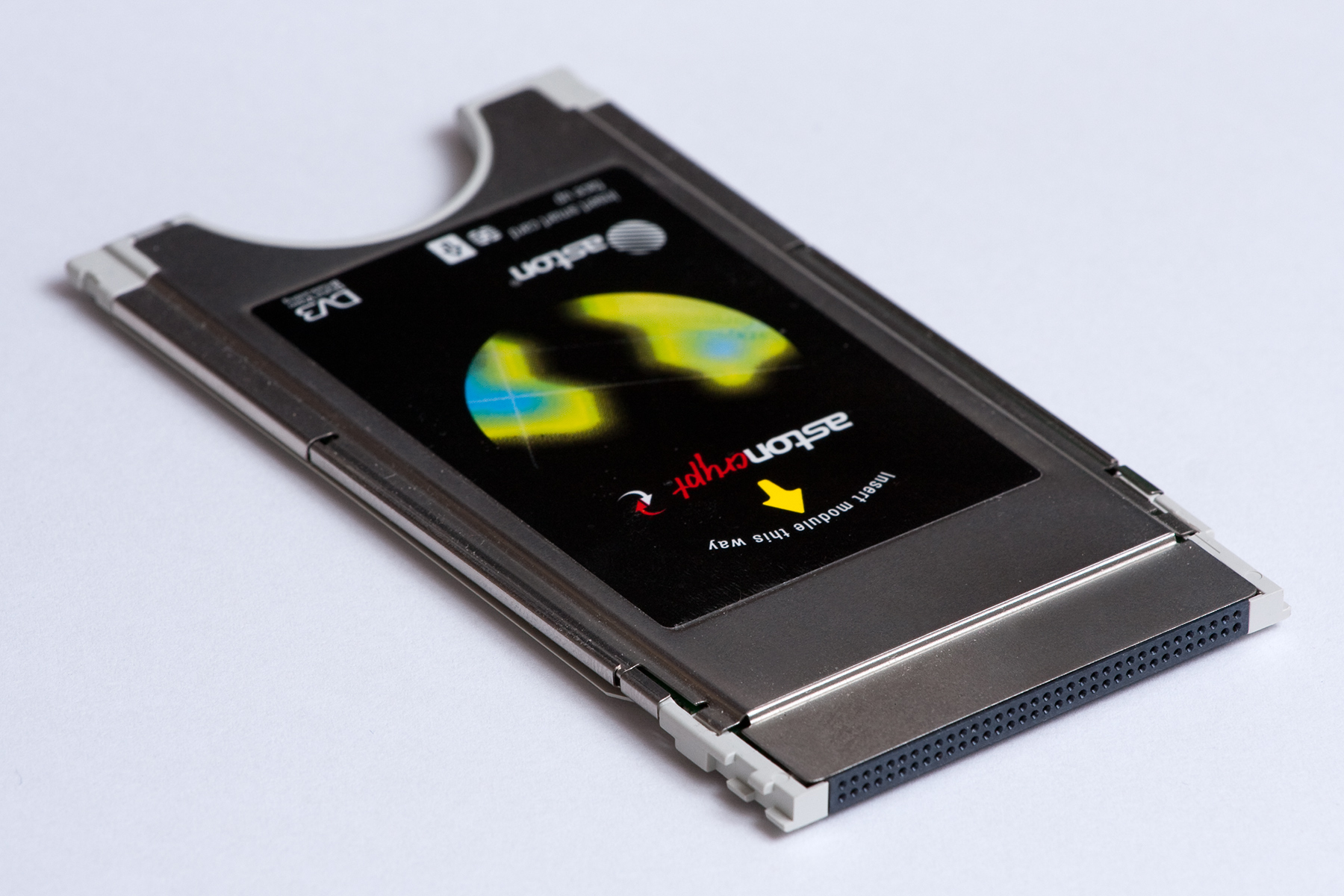
標準的條件存取模組

條件存取模組 （Conditional access module，簡寫：CAM，中國大陸稱“視密卡”）是用戶電視連接數位系統台後提供給用戶的一個智慧卡讀卡裝置。一般安裝在數位電視機上的公用介面（Common Interface，簡稱：CI）或是數位機上盒（Digital Video Broadcasting，簡稱：DVB）上，用戶透過此模組與智慧卡、用戶訂閱密碼後即可以訂閱與收看數位系統台的節目。而系統商也可以以此為依據統計用戶的收視習慣跟收費頻道計費等。這個系統通常使用在衛星直播系統（Direct-Broadcast Satellite，簡寫：DBS）、付費的地面數位電視（Digital Terrestrial Television）及數位有線電視（Digital Cable Television）系統上。
標準的條件接收模組外觀是PCMCIA卡槽，用來插入系統台發給用戶的識別卡（智慧卡），每一個系統台所使用的金鑰跟加密技術都不一樣，所以無法跨系統使用。